# Ernesto Elorduy
Ernesto Elorduy (* 11. Dezember 1855 in Zacatecas; † 6. Januar 1913 in San Ángel) war ein mexikanischer Pianist und Komponist.

## Leben
Elorduy kam 1871 nach Europa, besuchte das Konservatorium in Hamburg und war Schüler von Clara Wieck, Anton Rubinstein, Joachim Raff und Carl Reinecke. 1878 ging er nach Paris, wo er seine Ausbildung bei dem Chopin-Schüler George Mathias vervollkommnete. Aufenthalte auf dem Balkan und in der Türkei hinterließen Spuren in seinen Kompositionen wie etwa den Klavierstücken Airam, Aziyadé und der Serenata árabe.
Von 1884 bis 1891 hatte er verschiedene Positionen im diplomatischen Dienst in Frankreich und Spanien inne. Danach kehrte er nach Mexiko zurück, wo er als Pianist wirkte und vorrangig eigene Werke präsentierte. 1900 erschien seine Zarzuela Zulema in der Orchestration von Ricardo Castro Herrera. 1903 wurde sie mit großem Erfolg in einer anderen Orchestration von Eduardo Vigil y Robles aufgeführt. Zwischen 1901 und 1906 unterrichtete Elorduy am Konservatorium von Mexiko-Stadt.
Neben der genannten Zarzuela komponierte Elorduy vorwiegend Walzer, Tänze, Berceusen und andere Werke für Klavier.